# Зигмунт Бауман
Зи́гмунт Ба́уман, також Зи́ґмунт Ба́уман (пол. Zygmunt Bauman; 19 листопада 1925, Познань, Польща — 9 січня 2017, Лідс) — польський і англійський соціолог та філософ. Професор Університету Лідса. До сфери його наукових інтересів входять етика, глобалізація, антиглобалізм-альтерглобалізм, модерн, постмодерн.
Бауман також став відомим завдяки дослідженням Голокосту і постмодерного консюмеризму.

## Біографія
Народився в бідній родині польських євреїв в Познані. На самому початку Другої світової війни (1939), рятуючись від окупації Польщі німецькими нацистами, родина Бауманів виїхала до СРСР. У 1943 році молодий Зигмунт пішов добровольцем до польської дивізії у складі Радянської Армії (пізніше — Вільна Польська Армія). Брав участь у битві при Кольберзі (нині Колобжег) та Берлінській операції, за що був нагороджений Військовим хрестом за доблесть у травні 1945 року. Після кінця війни повернувся до Польщі, де отримав чин майора і був наймолодшим майором у польському війську на той час. Як політичний комісар продовжив під псевдонімом «товариш Степан» службу в органах державної безпеки (KBW) Польської Народної Республіки.
Паралельно зі службою Бауман вивчав соціологію у Варшавській Академії соціальних наук — польському аналогу Вищої партійної школи. Оскільки соціологія як спеціальність була тоді виключена з навчальних планів за свою «буржуазність», надалі він продовжив своє навчання на філософському факультеті Варшавського університету. Серед його вчителів були провідні соціальні філософи Польщі Станіслав Оссовський та Юліан Гохфельд.
Хоча в KBW Бауман дійшов до майора, але 1953 року його досягнення були раптово поставлені під загрозу. Його батько, що дотримувався сіоністських поглядів, зв'язався з посольством Ізраїлю з приводу можливої еміграції в Ізраїль. Попри те, що Зигмунт був послідовним противником сіонізму, він був звільнений з органів держбезпеки, що, проте, не завадило йому закінчити навчання в університеті. З 1954 по 1968 роки він постійно працює в Варшавському університеті.
Під час свого виїзду в Лондонську школу економіки Бауман під науковим керівництвом Роберта Макензі закінчив роботу над докладним дослідженням історії британського соціалістичного руху, що вийшов окремою книгою в 1959 році польською мовою (в 1972 доповнене і перероблене видання було опубліковане англійською). Це була перша книга Баумана; потім були «Соціологія на кожен день» («Socjologia na co dzień», 1964 ; згодом вона стала основою для випущеної в 1990 році англомовної праці «Думки по-соціологічному») і ряд інших книг, розрахованих як на фахівців, так і на широку аудиторію. У них автор виступає з марксистських позицій, але не в руслі офіційної ідеології країн східного блоку, а на основі марксизму Антоніо Ґрамші з домішкою «філософії життя» в інтерпретації Георга Зіммеля. Через свою близькість до критичної теорії західного марксизму він так і не отримав професорське звання, попри те, що Бауман де-факто виконував обов'язки Юліана Гохфельда після призначення останнього заступником директора Паризького Департаменту соціальних наук ЮНЕСКО в 1962 році.
В умовах посиленого політичного тиску в результаті антисемітської кампанії міністра-популіста Мечислава Мочара Бауман відмовився від членства в правлячій Польській об'єднаній робітничій партії в січні 1968 року. Врешті курс Мочара вилився в антисемітську чистку березня 1968 року, коли більшість критично мислячих інтелектуалів єврейської національності були видворені з країни. Бауман, звільнений з університету, був змушений відмовитися від польського громадянства, щоб виїхати з Польщі. Спочатку він емігрував до Ізраїлю і деякий час викладав в Тель-Авівському університеті. З 1971 по 1990 роки він — професор соціології в Університеті Лідса. Працюючи у Великій Британії, Зигмунт Бауман, вже як мислитель-постмодерніст, здобув світове визнання, маючи значний вплив на різноманітних авторів від нових лівих до лібералів. З кінця 1990-х він є одним з визнаних теоретиків альтерглобалістського руху.
Бауман одружений з письменницею Яніною Бауман, має трьох дочок. Дві з них — художниця Лідія Бауман та архітекторка Ірена Бауман.
Премії: Європейська премія Амальфі з соціології та соціальних наук (1990), Премія Адорно (1998).

### Варшавський період
- 1957: Zagadnienia centralizmu demokratycznego w pracach Lenina [Questions of Democratic Centralism in Lenin's Works]. Warszawa: Książka i Wiedza.
- 1959: Socjalizm brytyjski: Źródła, filozofia, doktryna polityczna [British Socialism: Sources, Philosophy, Political Doctrine]. Warszawa: Państwowe Wydawnictwo Naukowe.
- 1960: Klasa, ruch, elita: Studium socjologiczne dziejów angielskiego ruchu robotniczego [Class, Movement, Elite: A Sociological Study on the History of the British Labour Movement]. Warszawa: Państwowe Wydawnictwo Naukowe.
- 1960: Z dziejów demokratycznego ideału [From the History of the Democratic Ideal]. Warszawa: Iskry.
- 1960: Kariera: cztery szkice socjologiczne [Career: Four Sociological Sketches]. Warszawa: Iskry.
- 1961: Z zagadnień współczesnej socjologii amerykańskiej [Questions of Modern American Sociology]. Warszawa: Książka i Wiedza.
- 1962 (with Szymon Chodak, Juliusz Strojnowski, Jakub Banaszkiewicz): Systemy partyjne współczesnego kapitalizmu [The Party Systems of Modern Capitalism]. Warsaw: Książka i Wiedza.
- 1962: Spoleczeństwo, w ktorym żyjemy [The Society We Live In]. Warsaw: Książka i Wiedza.
- 1962: Zarys socjologii. Zagadnienia i pojęcia [Outline of Sociology. Questions and Concepts]. Warszawa: Państwowe Wydawnictwo Naukowe.
- 1963: Idee, ideały, ideologie [Ideas, Ideals, Ideologies]. Warszawa: Iskry.
- 1964: Zarys marksistowskiej teorii spoleczeństwa [Outline of the Marxist Theory of Society]. Warszawa: Państwowe Wydawnictwo Naukowe.
- 1964: Socjologia na co dzień [Sociology for Everyday Life]. Warszawa: Iskry.
- 1965: Wizje ludzkiego świata. Studia nad społeczną genezą i funkcją socjologii [Visions of a Human World: Studies on the social genesis and the function of sociology]. Warszawa: Książka i Wiedza.
- 1966: Kultura i społeczeństwo. Preliminaria [Culture and Society, Preliminaries]. Warszawa: Państwowe Wydawnictwo Naukowe.

### Лідський період
- 1972: Between Class and Elite. The Evolution of the British Labour Movement. A Sociological Study. Manchester: Manchester University Press ISBN 0-7190-0502-7 (Polish original 1960)
- 1973: Culture as Praxis. London: Routledge & Kegan Paul. ISBN 0-7619-5989-0
- 1976: Socialism: The Active Utopia. New York: Holmes and Meier Publishers. ISBN 0-8419-0240-2
- 1976: Towards a Critical Sociology: An Essay on Common-Sense and Emancipation. London: Routledge & Kegan Paul. ISBN 0-7100-8306-8
- 1978: Hermeneutics and Social Science: Approaches to Understanding. London: Hutchinson. ISBN 0-09-132531-5
- 1982: Memories of Class: The Pre-history and After-life of Class. London/Boston: Routledge & Kegan Paul. ISBN 0-7100-9196-6
- c1985 Stalin and the peasant revolution: a case study in the dialectics of master and slave. Leeds: University of Leeds Department of Sociology. ISBN 0-907427-18-9
- 1987: Legislators and interpreters — On Modernity, Post-Modernity, Intellectuals. Ithaca, N.Y.: Cornell University Press. ISBN 0-8014-2104-7
- 1988: Freedom. Philadelphia: Open University Press. ISBN 0-335-15592-8
- 1989: Modernity and The Holocaust. Ithaca, N.Y.: Cornell University Press 1989. ISBN 0-8014-2397-X
- 1990: Paradoxes of Assimilation. New Brunswick: Transaction Publishers.
- 1990: Thinking Sociologically. An introduction for Everyone. Cambridge, Mass.: Basil Blackwell. ISBN 0-631-16361-1
- 1991: Modernity and Ambivalence. Ithaca, N.Y.: Cornell University Press. ISBN 0-8014-2603-0
- 1992: Intimations of Postmodernity. London, New York: Routhledge. ISBN 0-415-06750-2
- 1992: Mortality, Immortality and Other Life Strategies. Cambridge: Polity. ISBN 0-7456-1016-1
- 1993: Postmodern Ethics. Cambridge, MA: Basil Blackwell. ISBN 0-631-18693-X
- 1994: Dwa szkice o moralności ponowoczesnej [Two sketches on postmodern morality]. Warszawa: IK.
- 1995: Life in Fragments. Essays in Postmodern Morality. Cambridge, MA: Basil Blackwell. ISBN 0-631-19267-0
- 1996: Alone Again — Ethics After Certainty. London: Demos. ISBN 1-898309-40-X
- 1997: Postmodernity and its discontents. New York: New York University Press. ISBN 0-7456-1791-3
- 1995: Ciało i przemoc w obliczu ponowoczesności [Body and Violence in the Face of Postmodernity]. Toruń: Wydawnictwo Naukowe Uniwersytetu Mikołaja Kopernika. ISBN 83-231-0654-1
- 1997: (with Roman Kubicki, Anna Zeidler-Janiszewska) Humanista w ponowoczesnym świecie — rozmowy o sztuce życia, nauce, życiu sztuki i innych sprawach [A Humanist in the Postmodern World — Conversations on the Art of Life, Science, the Life of Art and Other Matters]. Warszawa: Zysk i S-ka. ISBN 83-7150-313-X
- 1998: Work, consumerism and the new poor. Philadelphia: Open University Press. ISBN 0-335-20155-5
- 1998: Globalization: The Human Consequences. New York: Columbia University Press. ISBN 0-7456-2012-4
- 1999: In Search of Politics. Cambridge: Polity. ISBN 0-7456-2172-4
- 2000: Liquid Modernity. Cambridge: Polity ISBN 0-7456-2409-X
- (2000 ed. by Peter Beilharz: The Bauman Reader. Oxford: Blackwell Publishers. ISBN 0-631-21492-5)
- 2001: Community. Seeking Safety in an Insecure World. Cambridge: Polity. ISBN 0-7456-2634-3
- 2001: The Individualized Society. Cambridge: Polity. ISBN 0-7456-2506-1
- 2001 (with Keith Tester): Conversations with Zygmunt Bauman. Cambridge: Polity. ISBN 0-7456-2664-5
- 2001 (with Tim May): Thinking Sociologically, 2nd edition. Oxford: Blackwell Publishers. ISBN 0-631-21929-3
- 2002: Society Under Siege. Cambridge: Polity. ISBN 0-7456-2984-9
- 2003: Liquid Love: On the Frailty of Human Bonds, Cambridge: Polity. ISBN 0-7456-2489-8
- 2003: City of fears, city of hopes. London: Goldsmith's College. ISBN 1-904158-37-4
- 2004: Wasted Lives. Modernity and its Outcasts. Cambridge: Polity. ISBN 0-7456-3164-9
- 2004: Europe: An Unfinished Adventure. Cambridge: Polity. ISBN 0-7456-3403-6
- 2004: Identity: Conversations with Benedetto Vecchi. Cambridge: Polity. ISBN 0-7456-3308-0
- 2005: Liquid Life. Cambridge: Polity. ISBN 0-7456-3514-8
- 2006: Liquid Fear. Cambridge: Polity. ISBN 0-7456-3680-2
- 2006: Liquid Times: Living in an Age of Uncertainty. Cambridge: Polity. ISBN 0-7456-3987-9
- 2006: Moralność w niestabilnym świecie [Morality in an instable world]. Poznań: Księgarnia św. Wojciecha. ISBN 83-7015-863-3
- 2007: Consuming Life. Cambridge: Polity. ISBN 0-7456-4002-8
- 2008: Does Ethics Have a Chance in a World of Consumers?. Cambridge, MA: Harvard University Press. ISBN 0-6740-2780-9
- 2008: The Art of Life. Cambridge: Polity. ISBN 0-7456-4326-4
- 2009: Living on Borrowed Time: Conversations with Citlali Rovirosa-Madrazo. Cambridge: Polity. ISBN 978-0745647388
- 2009: (with Roman Kubicki, Anna Zeidler-Janiszewska) Życie w kontekstach. Rozmowy o tym, co za nami i o tym, co przed nami. [Life in contexts. Conversations about what lies behind us and what lies ahead of us.] Warszawa: WAiP. ISBN 978-83-614-0877-2

### Українські переклади
- Зиґмунт Бауман. Етика постмодерну / Пер. з англ. Р.Зимовець, О.Юдін, Д.Король. — К.: Port-Royal, 2006. — 329 с. Див. зміст:
- Зиґмунт Бауман. Глобалізація. Наслідки для людини і суспільства / Пер. з англ. І.Андрущенко, М.Винницький. — К.: Видавничий дім «Києво-Могилянська академія», 2008. — 109 с. Див. зміст:
- Зиґмунт Бауман, Плинні часи. Життя в добу непевности / Пер. з англ. Антона Марчинського. — Київ: «Критика», 2013.
- Зиґмунт Бауман, Леонідас Донскіс Моральна сліпота / Пер. з англ. Олександра Буценка. — Київ: «Дух і літера», 2014.